# Bassurels
Bassurels – miejscowość i gmina we Francji, w regionie Oksytania, w departamencie Lozère. W 2013 roku jej populacja wynosiła 48 mieszkańców. Na terenie gminy, na stokach masywu Mont Aigoual, swoje źródła ma rzeka Tarnon. Gmina położona jest na terenie Parku Narodowego Sewennów. 